# Розовата пантера (филм, 1963)
„Розовата пантера“ (на английски: The Pink Panther) е американска криминална комедия от 1963 г. на режисьора Блейк Едуардс и е разпространен от Юнайтед Артистс. Той е първият филм от поредицата „Розовата пантера“. Във филма участват Дейвид Нивън, Питър Селърс, Робърт Уогнър, Капуцин и Клаудия Кардинале.
Филмът е продуциран от Мартин Джуроу и първоначално излиза на 18 декември 1963 г. в Италия, който е последван от американска премиера на 18 март 1964 г. Филмът печели 10.9 млн. долара в САЩ и Канада.

## Актьорски състав
- Дейвид Нивън – Сър Чарлс Литън
- Питър Селърс – Инспектор Жан Клузо
- Робърт Уогнър – Джордж Литън, племенник на Сър Чарлс
- Капуцин – Симон Клузо, съпруга на инспектор Клузо
- Клаудия Кардинале – Принцеса Дала
- Колин Гордън – Тъкър
- Бренда де Банзи – Анджела Дънинг
- Джон Льо Мезюрие – Адвокат на защитата
- Джеймс Ланфиер – Салуд
- Гай Томаджан – Артоф
- Фран Джефрис – певица в хижата за ски
- Майкъл Трюбшейв – Феликс Таунс, писател на романи
- Рикардо Били – Аристокъл Сараджос, гръцки корабособственик
- Мери Уелс – Моника Фаун
- Мартин Милър – Пиер Луиджи, фотограф
- Гейл Гарнет – гласът на принцеса Дала (не е посочена в надписите)

## В България
В България филмът е излъчен по NOVA на 5 май 2024 г. с български дублаж. Ролите се озвучават от Нина Гавазова, Даниела Йорданова, Васил Бинев, Светозар Кокаланов, Стефан Сърчаджиев и Здравко Методиев.